# Яша Топорков
«Яша Топорков» — радянський художній фільм 1960 року, знятий режисером Євгеном Кареловим на кіностудії «Мосфільм».

## Сюжет
Яша Топорков закоханий в веселу дівчину Маришку. Він молодий, щасливий і задоволений життям — недавно Маришка стала його нареченою. Роботою Яша теж задоволений. На будівництві всі знають Топоркова: його бригада вийшла на перше місце. А про той «лівий наряд», за яким виконроб виписав йому додаткові гроші, Яша давно забув. Проте саме через це на будівництві відбувається аварія, гине зварювальник — і майстра дільниці Мірзояна усувають від керівництва.

## У ролях
- Станіслав Хитров — Яша Топорков
- Ніна Магер — Маріша
- Микола Крючков — Сілух, виконроб
- Валентин Зубков — Герман
- Лідія Смирнова — Тася
- Микола Новлянський — дід Пчела
- Фрунзе Довлатян — Мірзоян
- Микола Сморчков — Діма
- Віктор Маркін — Ігор
- Олексій Кожевников — Петя
- Євген Кудряшов — Саша
- Борис Кордунов — слідчий
- Петро Любешкін — головний інженер
- Петро Соболевський — інженер
- Юрій Нікулін — Проша
- Манефа Соболевська — епізод
- Борис Бітюков — епізод
- Валентина Владимирова — дружина Прошки
- Зоя Ісаєва — епізод
- Олександр Кузнецов — Іван Внуков
- Олена Максимова — епізод
- Артур Нищонкин — епізод
- Олександра Лютова — мати

## Знімальна група
- Режисер — Євген Карелов
- Сценаристи — Лев Кокін, Галина Кокіна
- Оператор — Ера Савельєва
- Композитор — Мойсей Вайнберг
- Художники — Іван Пластинкін, Михайло Карякін